# Alpbachtal
Het Alpbachtal is een zijdal van het Inndal in het district Kufstein in de Oostenrijkse deelstaat Tirol, dat bij Brixlegg in het Unterinntal uitmondt. Het kleine dal wordt doorstroomd door de rivier Alpbach.
De belangrijkste bronnen van inkomsten in het dal zijn de landbouw en het toerisme, waarvoor diverse liftinstallaties zijn gebouwd. In de gemeente Alpbach in het Alpbachtal vindt ieder jaar het Europese Forum Alpbach plaats. De andere gemeente in het dal is Reith im Alpbachtal. Tot de aanleg van een weg naar het Inndal in de jaren twintig was het dal weinig toegankelijk, waardoor de bevolking er lange tijd haar tradities en gebruiken in stand kon houden.